# Phytotoma raimondii
Phytotoma raimondii là một loài chim trong họ Cotingidae.